# El Manisero
«El manisero», coneguda en anglès com «The Peanut vendor», és un son-pregón Cubà compost per Moisés Simons. Juntament amb «Guantanamera», és una de les peces musicals més famoses creades mai per un músic cubà. Ja el 1988 «El Manisero» va ser enregistrat més de 160 vegades, s'han venut més d'un milió de còpies de la partitura, va ser el primer disc fonogràfic de 78 rpm de música cubana en vendre més d'un milió de còpies.

## Història
La música i lletra de «El manisero» va ser escrita per Moisés Simons (1889–1945), el fill cubà d'un músic basc. E.B. Marks va vendre més d'un milió de còpies de la partitura, produint més de 100.000$ en royalties per a Simons en 1943. Després de la seua aparició es va produir un gran èxit de la rumba als Estats Units i Europa, que va durar fins a la dècada de 1940.
El primer enregistrament va ser gravat per la vedet Rita Montaner dins 1927 o 1928 per Columbia Records. Les vendes més grans per a «El manisero» van venir de l'enregistrament fet per Don Azpiazú i l'Havana Casino Orchestra a Nova York el 1930 per a Victor Records. La banda incloïa músics com Julio Cueva (trompeta) i Mario Bauza (saxo); i Antonio Machín com a cantant. Es desconeixen les xifres de vendes del disc de 78 rpm, però es calcula que foren superiors a les de la partitura, fet que en fa la primera cançó cubana (fins i tot llatina) en vendre un milió de còpies als Estats Units d'Amèrica.

## Llegat i influència
«El manisero» es va enregistrar més de 160 vegades. A causa de la seua importància cultural, va ser inclosa al National Recording Registry de la National Recording Preservation Board dels Estats Units d'Amèrica el 2005. Es va justificar amb la següent anotació
Maní, maní, maní…
si te quieres por el pico divertir,
cómprame un cucuruchito de maní...
Maní, el manisero se va,
caballero, no se vayan a dormir,
sin comprarme un cucurucho de maní. 
«És el primer enregistrament americà d'un estil de ball llatí autèntic. Aquest enregistrament va desenvocar en una dècada de 'rumbamania', introduint als oients dels EUA els instruments de percussió cubana i ritmes cubans.»
El 2001 va passar a formar part del Saló de la fama dels Premis Grammy Llatins. Moltes pel·lícules en van incloure una versió Va aparéixer a The Cuban Love Song de MGM (1931), amb Ernesto Lecuona com a assessor musical; Harpo Marx va xiular la tonada a Duck Soup (1933); Cary Grant la va cantar a la pel·lícula Només els àngels tenen ales (1939); Judy Garland va cantar un fragment a la pel·lícula A Star Is Born (1954). Més recentment, és la cançó que toca la banda de música a l'escena de les festes patronals de La lengua de las mariposas (José Luis Cuerda, 1999).